# Guipúzcoa Unida
Guipúzcoa Unida (GU) (en vasco gu significa 'nosotros') fue un partido político español de la Transición de ámbito provincial guipuzcoano.
Era un partido de derecha español perteneciente a la Federación de Partidos de Alianza Popular y ocupaba el espacio político de esta en la provincia de Guipúzcoa, donde la Alianza había delegado en esta organización local por razones de imagen ante el electorado. En cierta manera GU agitaba también la bandera de un regionalismo guipuzcoano enfrentado al nacionalismo vasco y a Vizcaya, bandera que ha sido agitada también por otras formaciones como la UA en Álava o el UPN en Navarra.
Legalizado a principios de 1977 Guipúzcoa Unida participó en las elecciones legislativas a las Cortes constituyentes de 1977, donde obtuvo unos malos resultados, quedando en cuarto lugar de la provincia con 27 000 votos y un 8,16 % del electorado. No obtuvo escaño por un margen de 4000 votos; sí lo hizo Euskadiko Ezkerra, quedando GU como organización política extraparlamentaria.
La fragmentación del voto de centro-derecha no nacionalista en Guipúzcoa entre tres formaciones políticas: GU, DCV y Demócratas Independientes Vascos había impedido que estas fuerzas que en conjunto sumaban cerca del 18 % del electorado hubieran obtenido representación parlamentaria.
A partir de 1977 AP se presentaría en Guipúzcoa en vez de GU.
A pesar de llevar casi cuatro décadas inactivo, Guipúzcoa Unida sigue figurando en el registro de partidos políticos del Ministerio del Interior.
- Datos: Q3822618